# Guspini
Guspini ist eine Stadt in der Provinz Sud Sardegna auf Sardinien mit 10.856 Einwohnern (Stand 31. Dezember 2023). Guspini liegt 126 m über NN und ist 30 km von Sanluri und 14,6 km von der Bahnstation in San Gavino Monreale entfernt.

## Geschichte
Guspini war bereits in vornuraghischer Zeit besiedelt. Der heutige Ort entstand im Hochmittelalter. Im 19. Jahrhundert wurde nahe Guspini, in den Minen von Montevecchio und Gennamari, Bleiglanz und Zinkblende abgebaut. Heute lebt man in Guspini von der Landwirtschaft, vom Tourismus und von kleineren bis mittleren Unternehmen. In der Nähe von Guspini gibt es einige gut erhaltene Nuraghen und Menhire (Genna Prunas, Nuraghe Melas, Perdas Longas). An der Straße nach San Nicolo liegt das Brunnenheiligtum von Sa Mitza de Su Nieddinu. Südlich der Stadt das Gigantengrab San Cosimo und die Nuraghenfestung von Saurecci (italienisch Fortezza nuragica di Saurecci) auch Sa Urecci genannt.

Guspini
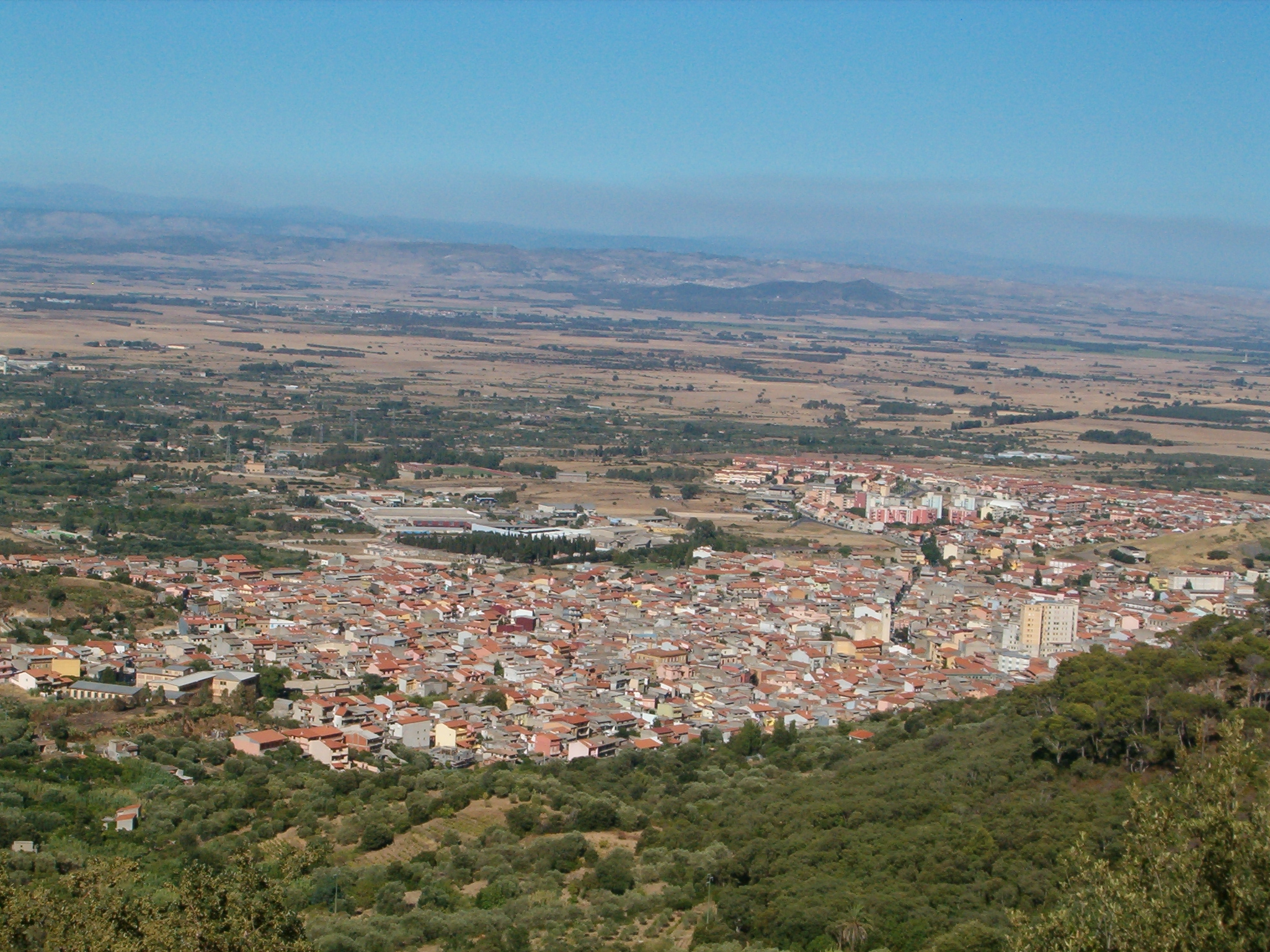
Guspini von Arbus aus gesehen
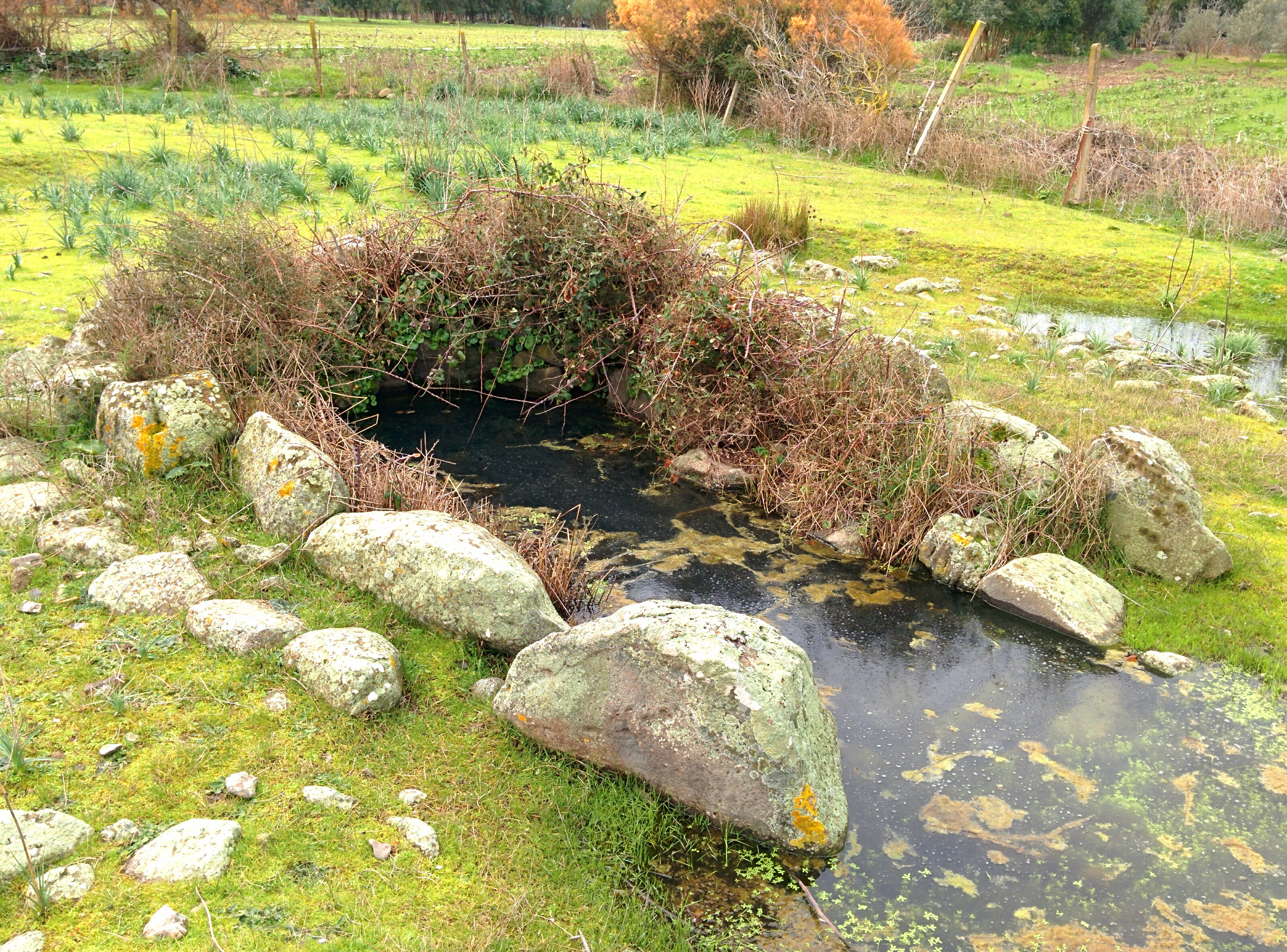
Sa Mitza de Su Nieddinu
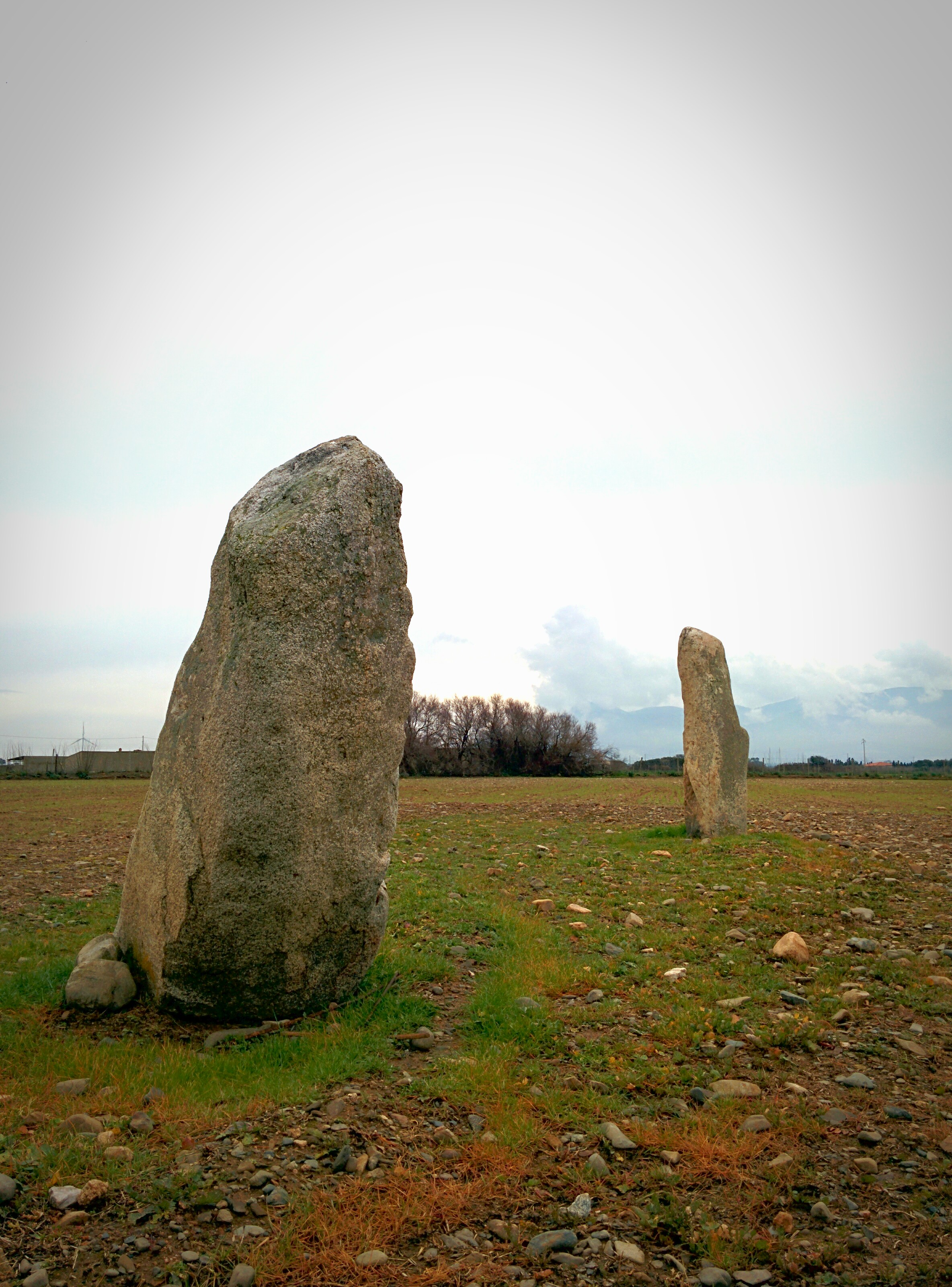
Menhire von Guspini
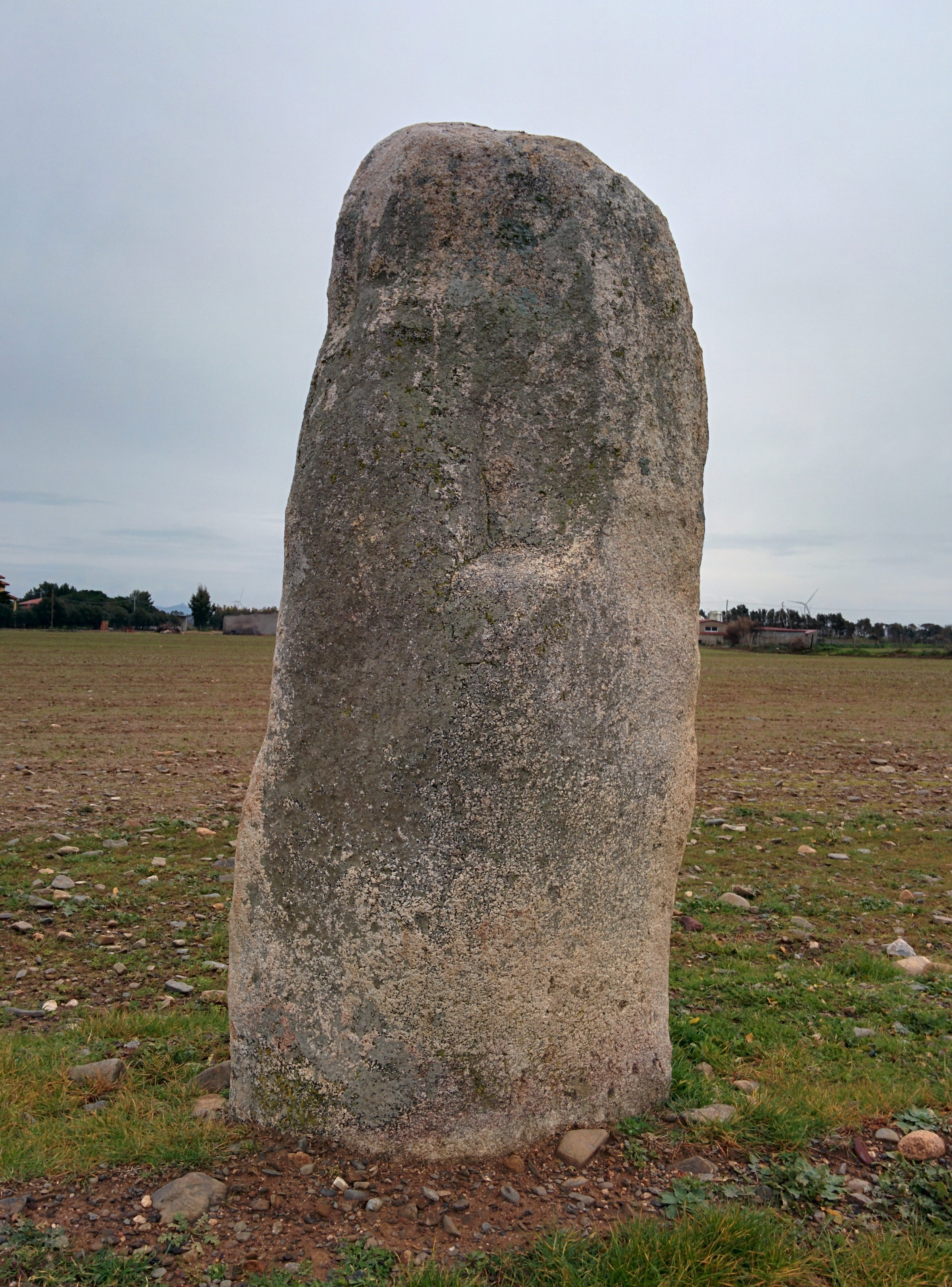
Menhir „Sa Sennoredda“

Im Zweiten Weltkrieg lag bei Guspini (Sa Zeppara) ein Militärflugplatz (⊙). Einige wenige Reste der Anlage sind noch vorhanden.